# Невинных, Василий Алексеевич
Василий Алексеевич Невинных (1900—1982) — советский селекционер по лубяным культурам, доктор с.-х. наук, лауреат Государственной премии СССР.
Родился 31 июля 1900 года в селе Обуховка Старооскольского уезда Курской губернии (ныне — Старооскольский район Белгородской области).
В конце 1920-х и 1930-е гг. работал на Дагестанской сельскохозяйственной станции, г. Дербент.
Участник войны, гвардии лейтенант 10-й гвардейской казачьей кавалерийской дивизии, награждён двумя орденами Красной Звезды, медалями «За отвагу», «За боевые заслуги».
После демобилизации работал в Краснодарском НИИ сельского хозяйства. Был первым организатором селекционной работы по южной конопле, которой руководил до 1981 г.
Создал 12 сортов конопли, в том числе «Южная Краснодарская» и первый в СССР высокопродуктивный гибрид «Краснодарский-10». Под его руководством с 1973 были начаты работы по созданию сортов конопли с минимальным содержанием наркотических веществ.
Государственная премия СССР 1967 года (совместно с Григорием Ивановичем Сенченко) — за выведение и внедрение в производство высокоурожайных сортов конопли и кенафа.